# Урануполи
Урану̀поли или Урану̀полис (на гръцки: Ουρανούπολη, катаревуса: Ουρανούπολις) е курортно селище в Северна Гърция, част от дем Аристотел, област Централна Македония, с 960 жители (2001).

## География
Разположено е на западния бряг на Атон - най-десния ръкав на Халкидическия полуостров. Отдалечено е на около 132 километра югоизточно от Солун и на 17 километра от демовия център Йерисос. Селището е изходна точка за поклонниците, пътуващи до манастирите на Света гора. Веднъж дневно от Урануполи пътува ферибот до пристанището Дафни.

## История

### Античност и Средновековие
На 1 километър източно от селото, в частна собственост е разкрита римска гробница. Разположена е на нисък хълм в полето, в местността Кокинохорафо, в близост до пътя, водещ към манастира Зигу и границата на Атон. В местността Кокинара, малко по-на север има останки от елинистическата епоха. Открити са монети с надпис ΟΥΡΑΝΙΑΣ ΠΟΛΕΩΣ и ΟΥΡΑΝΙΔΩΝ ΠΟΛΕΩΣ и изображение на Урания Афродита, седнала върху кълбо от едната страна и осем лъчево слънце от другата.
На средата на границата на Света гора са развалините на средновековния храм „Свети Николай“ от XI – XIV век.

### В Османската империя
Урануполи е основано около съществуващата византийска кула на земя, принадлежаща на близкия манастир Зигу. След разгрома на Гърция в Гръцко-турската война в 1922 година манастирската земя е иззета и предоставена на гърци бежанци. Селото първоначално е наречено Просфорион. В 1928 година Просфорион е бежанско село с 44 бежански семейства и 153 души.
| Име    | Име      | Ново име | Ново име | Описание                      |
| ------ | -------- | -------- | -------- | ----------------------------- |
| Бара   | Μπάρα    | Клистон  | Κλειστόν | възвишение на СИ от Урануполи |
| Барица | Μπαρίτσα | Стенома  | Στένωμα  | възвишение на СИ от Урануполи |